# Lista cartierelor din Cluj-Napoca

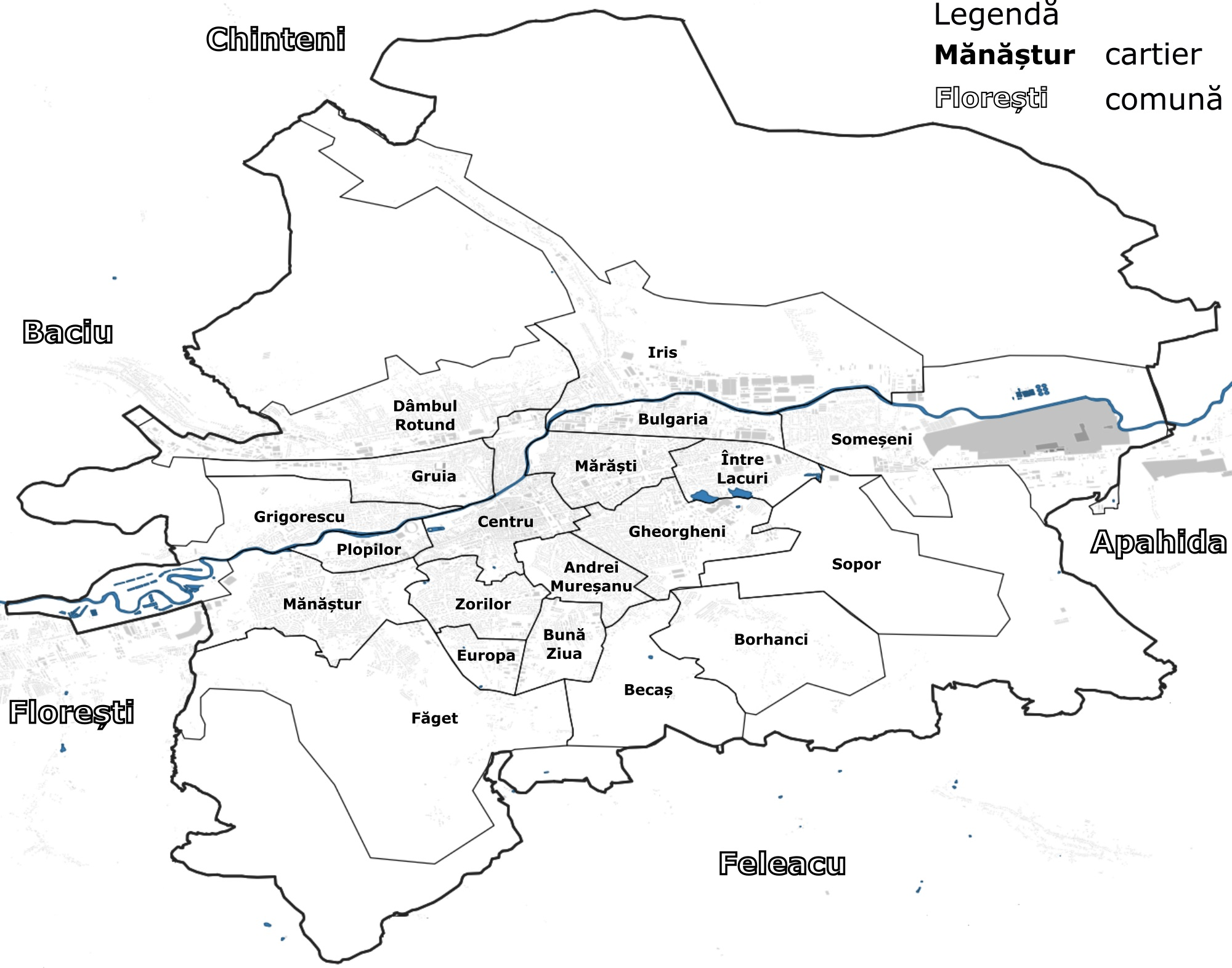
Dispunerea Cartierelor din Cluj-Napoca

Lista cartierelor din Cluj-Napoca.

## Cartiere moderne
Lista cartierelor Clujului în anul 2020, conform administrației locale:
1. Andrei Mureșanu
2. Becaș
3. Borhanci
4. Bulgaria
5. Bună Ziua
6. Centru
7. Dâmbul Rotund
8. Europa
9. Făget
10. Gheorgheni
11. Grădini Mănăștur (Plopilor)
12. Grigorescu
13. Gruia
14. Iris
15. Între Lacuri
16. Măgura
17. Mănăștur
18. Mărăști
19. Someșeni
20. Sopor
21. Zorilor

Zone din Cluj care fac parte din alte cartiere din punct de vedere administrativ, dar sunt cunoscute uzual drept cartiere de sine stătătoare:
1. Gara - parte din Centru
2. Pata-Rât[2][3][4][5] - parte din Someșeni

## Cartiere istorice
Lista cartierelor istorice ale Clujului:
- Donáth (actualul Grigorescu)[6]
- Hídelve (magh. 'Dincolo de pod'), zona peste podul Someșului[7]
- Cetatea Veche, în zona actualiei piețe a Muzeului[8]
- Lung, în jurul actualului Bd. 21 Decembrie 1989[8]
- Media, în jurul Bd. Eroilor[8]
- Lupilor, în zona fostei ulița Lupilor, actuala stradă Mihail Kogălniceanu[8]
- Sfeclei, în zona căii Moților[8]